# Platypalpus caligatus
Platypalpus caligatus är en tvåvingeart som beskrevs av Axel Leonard Melander 1902. Platypalpus caligatus ingår i släktet Platypalpus och familjen puckeldansflugor. Inga underarter finns listade i Catalogue of Life.